# Rödhalsad marklöpare
Rödhalsad marklöpare (Calathus melanocephalus) är en skalbaggsart som beskrevs av Linnaeus. Rödhalsad marklöpare ingår i släktet Calathus och familjen jordlöpare. Arten är reproducerande i Sverige. Inga underarter finns listade i Catalogue of Life.

## Bildgalleri

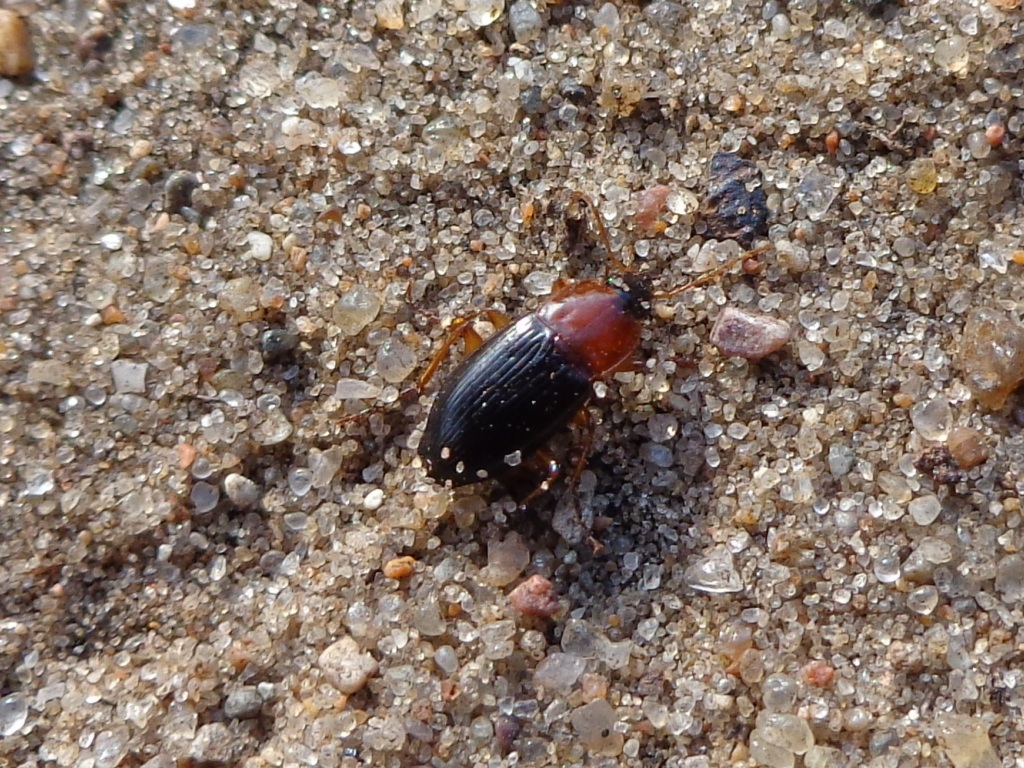
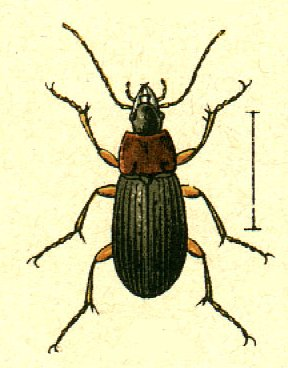
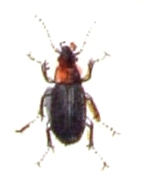
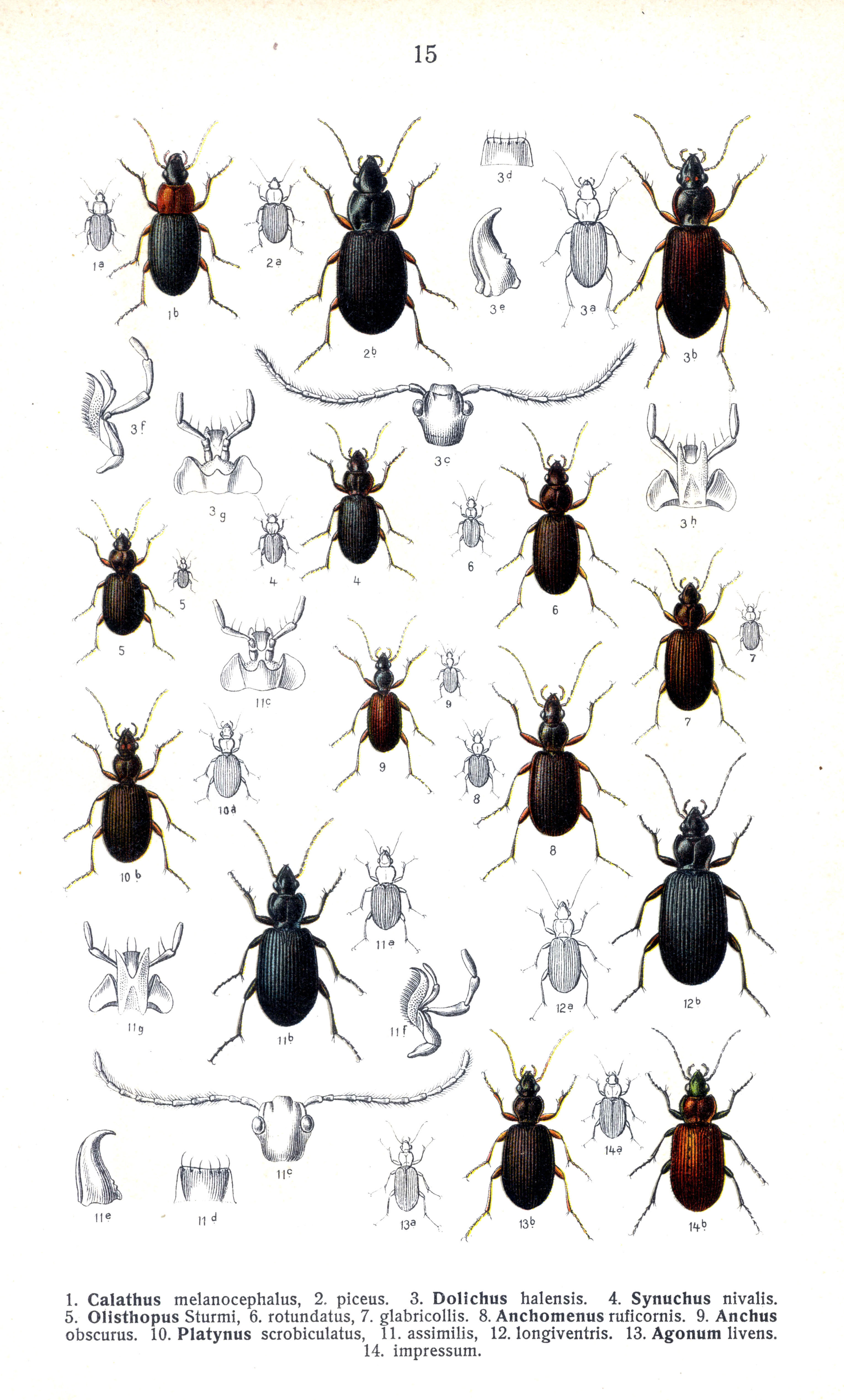